# Лембет
Лембет или Лембед (на гръцки: Ευκαρπία) е град в Гърция.

## История

### В Османската империя
В края на XIX век Лембет е малък турски чифлик в Солунска каза, който принадлежи към муката на селата на въглищарите. В района му има извори, от които западен Солун черпи вода, дори след началото на експлоатацията на белгийския акведукт в 1890 година. В „Етнография на вилаетите Адрианопол, Монастир и Салоника“, издадена в Константинопол в 1878 година и отразяваща статистиката на населението от 1873 година, Симбет (Cimbet) е посочено като село с 10 домакинства. Според статистиката на Васил Кънчов („Македония. Етнография и статистика“) в 1900 година Лембетъ има 42 жители българи. Цялото християнско население на селото е гъркоманско под върховенството на Цариградската патриаршия - по данни на секретаря на Българската екзархия Димитър Мишев („La Macédoine et sa Population Chrétienne“) в 1905 година в Лембето (Lembeto) има 48 българи патриаршисти гъркомани. Според гръцки източници в 1905 година в Лембет живеят 25 православни гърци.

### В Гърция
В 1913 година след Междусъюзническата война Лембед остава в Гърция. В селото са заселени гърци бежанци. В 1928 година Лембет (Λεμπέτ) е бежанско село със 146 бежански семейства и 515 жители бежанци.